# Повіт Кіта-Акіта
Пові́т Кіта́-А́кіта (яп. 北秋田郡, きたあきたぐん, МФА: [kʲi̥ta akʲi̥ta guɴ]) — повіт в префектурі Акіта, Японія.